# Impact Grand Championship
L'Impact Grand Championship est un championnat de catch de la Impact ! Wrestling. Il a été introduit le 13 août 2016 lors des sessions du programme de Télévision d'Impact Impact Wrestling. Le 4 juin 2018, le titre est unifié avec le Championnat du monde d'Impact détenu par Austin Aries.

## Histoire
Le 11 août 2016, Lashley qui est champion du monde poids-lourds de la TNA et champion de la division X bat James Storm pour devenir champion King of the Mountain. Deux jours plus tard au cours des enregistrements des émissions à venir, le nouveau président de la TNA Billy Corgan annonce qu'il retire le championnat King of the Mountain et annonce la création d'un nouveau titre, le TNA Grand Championship. Le premier champion va être le vainqueur d'un tournoi opposant huit catcheurs et les règles sont semblables à celles des combats d'arts martiaux mixtes avec des combats en trois reprises et des juges pour désigner les vainqueurs. La finale a lieu lors de Bound for Glory et doit opposer Drew Galloway à Aron Rex. Une blessure de Galloway après l'enregistrement de ce combat force la TNA de le remplacer par Eddie Edwards.

## Règles
- 3 rounds de 3 minutes
- Système à 10 points
- catégorie jugées : Physique, agressivité et le contrôle de l'action
- La victoire peut arriver en tout temps par décompte de 3 ou par soumission
- S'il n'y a pas de vainqueur au terme des 3 rondes, le vainqueur est désigné par décision des juges

## Résultat du tournoi inaugural
|  | Quarts de finale             | Quarts de finale            | Quarts de finale             | Quarts de finale            |               |               | Demi-finales                 | Demi-finales                 | Demi-finales                 | Demi-finales                 |  |  | Finale            | Finale            | Finale            | Finale            |
|  |                              |                             |                              |                             |               |               |                              |                              |                              |                              |  |  |                   |                   |                   |                   |
|  | Diffusé le 8 septembre 2016  | Diffusé le 8 septembre 2016 | Diffusé le 8 septembre 2016  | Diffusé le 8 septembre 2016 |               |               | Diffusé le 22 septembre 2016 | Diffusé le 22 septembre 2016 | Diffusé le 22 septembre 2016 | Diffusé le 22 septembre 2016 |  |  | Le 2 octobre 2016 | Le 2 octobre 2016 | Le 2 octobre 2016 | Le 2 octobre 2016 |
|  | Diffusé le 8 septembre 2016  | Diffusé le 8 septembre 2016 | Diffusé le 8 septembre 2016  | Diffusé le 8 septembre 2016 |               |               | Diffusé le 22 septembre 2016 | Diffusé le 22 septembre 2016 | Diffusé le 22 septembre 2016 | Diffusé le 22 septembre 2016 |  |  | Le 2 octobre 2016 | Le 2 octobre 2016 | Le 2 octobre 2016 | Le 2 octobre 2016 |
|  | Braxton Sutter               | Braxton Sutter              | 06:43                        | 06:43                       |               |               | Diffusé le 22 septembre 2016 | Diffusé le 22 septembre 2016 | Diffusé le 22 septembre 2016 | Diffusé le 22 septembre 2016 |  |  | Le 2 octobre 2016 | Le 2 octobre 2016 | Le 2 octobre 2016 | Le 2 octobre 2016 |
|  | Braxton Sutter               | Braxton Sutter              | 06:43                        | 06:43                       |               |               | Diffusé le 22 septembre 2016 | Diffusé le 22 septembre 2016 | Diffusé le 22 septembre 2016 | Diffusé le 22 septembre 2016 |  |  | Le 2 octobre 2016 | Le 2 octobre 2016 | Le 2 octobre 2016 | Le 2 octobre 2016 |
|  | Drew Galloway                | Drew Galloway               | Soumission                   | Soumission                  |               |               | Diffusé le 22 septembre 2016 | Diffusé le 22 septembre 2016 | Diffusé le 22 septembre 2016 | Diffusé le 22 septembre 2016 |  |  | Le 2 octobre 2016 | Le 2 octobre 2016 | Le 2 octobre 2016 | Le 2 octobre 2016 |
|  | Drew Galloway                | Drew Galloway               | Soumission                   | Soumission                  | Drew Galloway | Drew Galloway | Décision                     | Décision                     |                              |                              |  |  | Le 2 octobre 2016 | Le 2 octobre 2016 | Le 2 octobre 2016 | Le 2 octobre 2016 |
|  | Diffusé le 15 septembre 2016 |                             |                              |                             | Drew Galloway | Drew Galloway | Décision                     | Décision                     |                              |                              |  |  | Le 2 octobre 2016 | Le 2 octobre 2016 | Le 2 octobre 2016 | Le 2 octobre 2016 |
|  |                              |                             | Eddie Edwards                | Eddie Edwards               | 09:00         | 09:00         |                              |                              |                              |                              |  |  | Le 2 octobre 2016 | Le 2 octobre 2016 | Le 2 octobre 2016 | Le 2 octobre 2016 |
|  | Eddie Edwards                | Eddie Edwards               | Eddie Edwards                | Eddie Edwards               | 09:00         | 09:00         | Soumission                   | Soumission                   |                              |                              |  |  | Le 2 octobre 2016 | Le 2 octobre 2016 | Le 2 octobre 2016 | Le 2 octobre 2016 |
|  | Eddie Edwards                | Eddie Edwards               | Diffusé le 22 septembre 2016 |                             |               |               | Soumission                   | Soumission                   |                              |                              |  |  | Le 2 octobre 2016 | Le 2 octobre 2016 | Le 2 octobre 2016 | Le 2 octobre 2016 |
|  | Mahabali Shera               | Mahabali Shera              | 06:53                        | 06:53                       |               |               |                              |                              |                              |                              |  |  | Le 2 octobre 2016 | Le 2 octobre 2016 | Le 2 octobre 2016 | Le 2 octobre 2016 |
|  | Mahabali Shera               | Mahabali Shera              | 06:53                        | 06:53                       | Eddie Edwards | Eddie Edwards | 09:00                        | 09:00                        |                              |                              |  |  |                   |                   |                   |                   |
|  | Diffusé le 15 septembre 2016 |                             |                              |                             | Eddie Edwards | Eddie Edwards | 09:00                        | 09:00                        |                              |                              |  |  |                   |                   |                   |                   |
|  |                              |                             | Aron Rex                     | Aron Rex                    | Décision      | Décision      |                              |                              |                              |                              |  |  |                   |                   |                   |                   |
|  | Aron Rex                     | Aron Rex                    | Aron Rex                     | Aron Rex                    | Décision      | Décision      | Tombé                        | Tombé                        |                              |                              |  |  |                   |                   |                   |                   |
|  | Aron Rex                     | Aron Rex                    |                              |                             |               |               |                              |                              |                              |                              |  |  |                   |                   |                   |                   |
|  | Trevor Lee                   | Trevor Lee                  | 04:55                        | 04:55                       |               |               |                              |                              |                              |                              |  |  |                   |                   |                   |                   |
|  | Trevor Lee                   | Trevor Lee                  | 04:55                        | 04:55                       | Aron Rex      | Aron Rex      | Tombé                        | Tombé                        |                              |                              |  |  |                   |                   |                   |                   |
|  | Diffusé le 8 septembre 2016  |                             |                              |                             | Aron Rex      | Aron Rex      | Tombé                        | Tombé                        |                              |                              |  |  |                   |                   |                   |                   |
|  |                              |                             | Eli Drake                    | Eli Drake                   | 08:41         | 08:41         |                              |                              |                              |                              |  |  |                   |                   |                   |                   |
|  | Eli Drake                    | Eli Drake                   | Eli Drake                    | Eli Drake                   | 08:41         | 08:41         | Tombé                        | Tombé                        |                              |                              |  |  |                   |                   |                   |                   |
|  | Eli Drake                    | Eli Drake                   |                              |                             |               |               |                              | Tombé                        |                              |                              |  |  |                   |                   |                   |                   |
|  | Jessie Godderz               | Jessie Godderz              | 08:14                        | 08:14                       |               |               |                              |                              |                              |                              |  |  |                   |                   |                   |                   |
|  | Jessie Godderz               | Jessie Godderz              | 08:14                        | 08:14                       |               |               |                              |                              |                              |                              |  |  |                   |                   |                   |                   |
|  |                              |                             |                              |                             |               |               |                              |                              |                              |                              |  |  |                   |                   |                   |                   |

| # | Catcheur         | Nombre de règnes | Date             | Durée              | Lieu              | Événement                                  | Notes | Réf    |
| - | ---------------- | ---------------- | ---------------- | ------------------ | ----------------- | ------------------------------------------ | --- | ------ |
| 1 | Aron Rex         | 1                | 2 octobre 2016   | 7 jours            | Orlando (Floride) | Bound for Glory                            | Il bat Eddie Edwards en finale du tournoi | [ 7 ]  |
| 2 | Moose            | 1                | 9 octobre 2016   | 2 mois et 29 jours | Orlando (Floride) | Impact Wrestling                           | Diffusé le 1er décembre. | [ 12 ] |
| 3 | Drew Galloway    | 1                | 7 janvier 2017   | 5 jours            | Orlando (Floride) | Impact Wrestling                           | Diffusé le 19 janvier. | [ 13 ] |
| 4 | Moose            | 2                | 12 janvier 2017  | 5 mois et 23 jours | Orlando (Floride) | Impact Wrestling                           | Diffusé le 16 février. | [ 14 ] |
| 5 | Ethan Carter III | 1                | 5 juillet 2017   | 4 mois et 5 jours  | Orlando (Floride) | Impact Wrestling                           | Diffusé le 3 août. | [ 15 ] |
| 6 | Matt Sydal       | 1                | 10 novembre 2017 | 2 mois et 4 jours  | Toronto (Ontario) | Impact Wrestling                           | Diffusé le 25 janvier 2018. | [ 16 ] |
| 7 | Josh Matthews    | 1                | 13 janvier 2018  | 1 jour             | Orlando, Floride  | Impact Wrestlig                            | Matt Sydal offre le titre à Matthews. Diffusé le 15 mars 2018.                                                                                      |        |
| 8 | Austin Aries     | 1                | 14 janvier 2018  | 4 mois et 21 jours | Orlando (Floride) | Impact Wrestling                           | Le championnat Global d'Impact d'Aries est en jeu durant ce combat. Diffusé le 29 mars. Aries affrontait Matt Sydal qui représentait Josh Matthews. | [ 17 ] |
| - | Unifié           | -                | 4 juin 2018      | -                  | Toronto (Ontario) | Conférence de presse de Slammiversary XVI. | L'Impact Wrestling annonce que ce titre est désormais unifié avec le championnat du monde de l'Impact.                                              | [ 18 ] |

### Règnes combinés
| Signe | Notes                       |
| ----- | --------------------------- |
|       | Travaille toujours à la TNA |

| Rang | Catcheur         | Nombre de règnes | Jours combinés |
| ---- | ---------------- | ---------------- | -------------- |
| 1    | Moose            | 2                | 189            |
| 2    | Austin Aries     | 1                | 141            |
| 3    | Ethan Carter III | 1                | 128 jours      |
| 4    | Matt Sydal       | 1                | 65 jours       |
| 5    | Aron Rex         | 1                | 7              |
| 6    | Drew Galloway    | 1                | 5              |
| 7    | Josh Matthews    | 1                | 1              |